# エドワード・デューク (第3代準男爵)
第3代準男爵サー・エドワード・デューク（英語: Sir Edward Duke, 3rd Baronet、1694年ごろ – 1732年8月25日）は、グレートブリテン王国の政治家。1721年12月から1722年3月までの3か月間庶民院議員を務めた。

## 生涯
第2代準男爵サー・ジョン・デュークと妻エリザベス（Elizabeth、旧姓デューク、1725年ごろ没、医者エドワード・デュークの娘）の息子として、1694年ごろに生まれた。1705年に父が死去すると、準男爵位を継承した。
1721年12月にトーリー党候補としてオーフォード選挙区から出馬、第5代準男爵サー・エドマンド・ベーコンを破って当選した。しかし、3か月後の1722年イギリス総選挙には出馬せず、議員を退任した。
1732年8月25日に死去、後継者がおらず準男爵位は廃絶した。

## 家族
1715年12月1日、ケンジントンでメアリー・ラッジ（Mary Rudge、1698年ごろ – 1741年12月と1742年3月の間、トマス・ラッジの娘）と結婚、1男1女をもうけた。
- エドワード - 早世[4]
- エリザベス - 早世[4]